# Bararus
Germaniciana (łac. Baratianus) – stolica historycznej diecezji w Cesarstwie rzymskim w prowincji Byzacena, współcześnie w Tunezji. Obecnie katolickie biskupstwo tytularne.

## Biskupi tytularni
| Lp. | Biskup                       | Funkcja                                       | Od                | Do                |
| --- | ---------------------------- | --------------------------------------------- | ----------------- | ----------------- |
| 1   | Johannes Baptist Filzer      | biskup pomocniczy Salzburga (Austria)         | 18 lutego 1927    | 13 lipca 1962     |
| 2   | Bernardo José Bueno Miele    | biskup pomocniczy Campinas (Brazylia)         | 22 listopada 1962 | 25 stycznia 1967  |
| 3   | Damián Nicolau Roig          | biskup-prałat Huamachuco (Peru)               | 8 kwietnia 1967   | 25 listopada 1977 |
| 4   | Michael Augustine            | biskup pomocniczy Madrasu i Myliaporu (Indie) | 30 stycznia 1978  | 19 czerwca 1981   |
| 5   | Nelson Antonio Martinez Rust | biskup pomocniczy Walencji (Wenezuela)        | 8 stycznia 1982   | 29 lutego 1992    |
| 6   | Zef Simoni                   | biskup pomocniczy Szkodry (Albania)           | 25 grudnia 1992   | 21 lutego 2009    |
| 7   | Luis Rafael Zarama           | biskup pomocniczy Atlanty (USA)               | 27 lipca 2009     | 5 lipca 2017      |
| 8   | Faustino Burgos Brisman      | biskup pomocniczy Santo Domingo (Dominikana)  | 22 lipca 2017     | 17 sierpnia 2024  |
| 9   | Pedro Ernesto Fournau        | biskup pomocniczy Bahía Blanca (Argentyna)    | 12 września 2024  |                   |